# Carte Goodwin

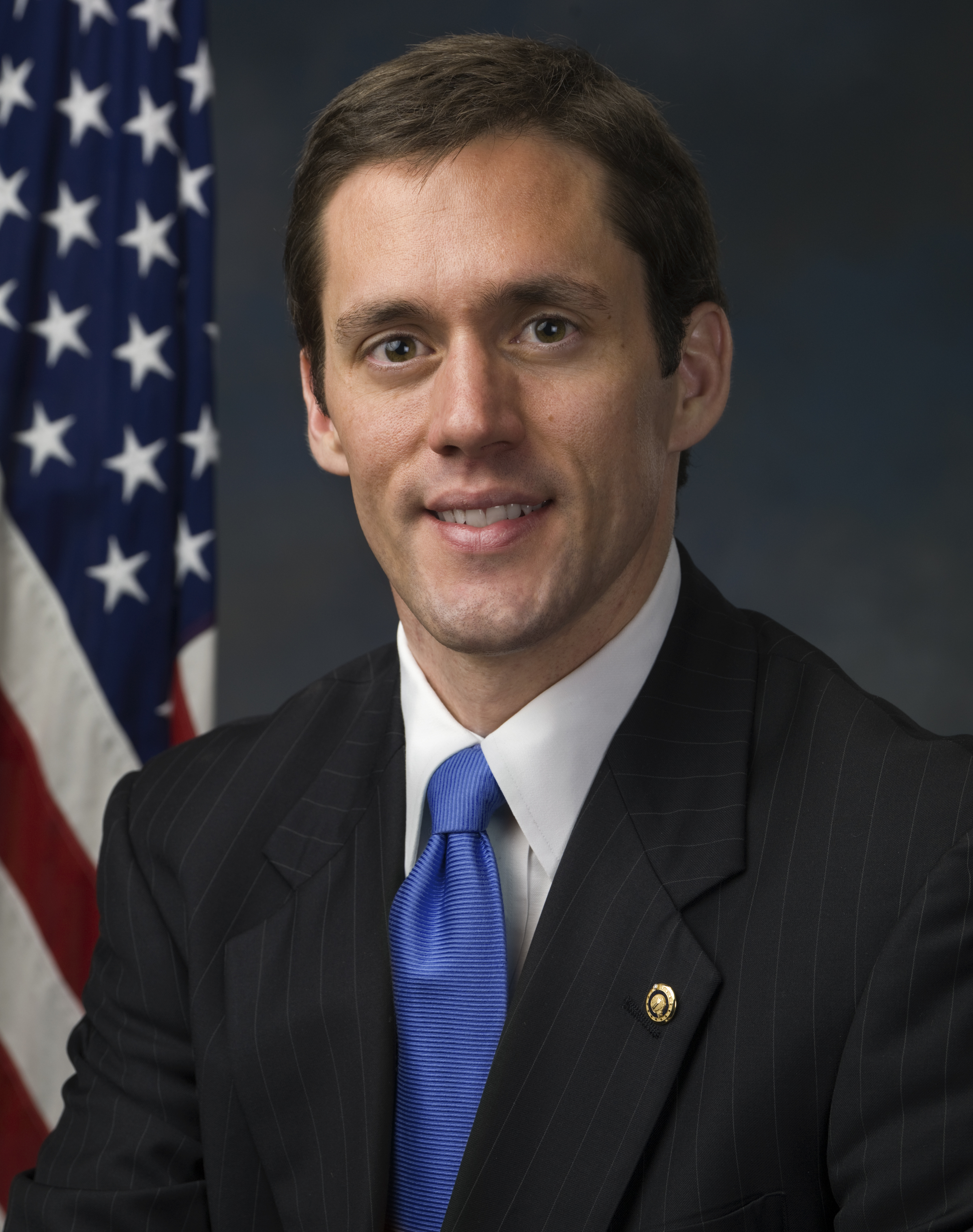
Carte Goodwin 2010

Carte Patrick Goodwin, född den 27 februari 1974, är en amerikansk advokat och demokratisk politiker, som utsågs till amerikansk senator den 16 juli 2010 för West Virginia till dess ett fyllnadsval hölls den 2 november 2010 för att fylla vakansen efter senator Robert Byrds bortgång. Goodwin svor eden för att tillträda uppdraget den 20 juli 2010. Han efterträddes som senator av Joe Manchin den 15 november 2010.

## Tidigt liv och utbildning
Goodwin föddes som son till Stephen Patrick Goodwin och Ellen Carte Gibson och växte upp på landet i Mount Alto, West Virginia. Goodwin tog studenten vid Ripley High School in 1992. Han tog examen med högsta betyg från Marietta College 1996, där han tog en kandidatexamen i filosofi. Han läste sedan juridik vid Emory University School of Law i Atlanta och tog examen 1999.

## Professionell karriär
Efter juristexamen arbetade Goodwin som assistent till den federale överrättsdomaren Robert King. Han började arbeta för familjens advokatbyrå Goodwin & Goodwin 2000. Denna byrå grundades strax efter andra världskriget. Han arbetade där till 2005 och återigen från 2009.

## Politisk karriär
Goodwin tjänstgjorde som guvernör Joe Manchins chefsjurist under Manchins första mandatperiod från 2005 till 2009. Därefter återvände han till privat praktik som advokat. Manchin utsåg honom till ordförande för West Virginia School Building Authority.
I juni 2009 utsåg Manchin Goodwin till ordförande för Independent Commission on Judicial Reform, som skulle utreda behov av förändringar i rättssystemet i West Virginia.
Den 16 juli 2010 tillkännagav Manchin att han utsett Goodwin till den plats i USA:s senat som lämnats vakant när senator Robert Byrd avlidit. Goodwin skulle sitta kvar till dess ett fyllnadsval kunde hållas för att välja en permanent efterträdare. Goodwin deklarerade att han inte skulle ställa upp i valet till senatsplatsen själv, och att han skulle avgå från platsen så fort en ny senator hade valts. Enligt bedömarna utsågs Goodwin som en så kallad placeholder som höll mandatet för Manchin som själv hade meddelat sitt intresse att kandidera i fyllnadsvalet.